# Adrien Agreste
Adrien Émile Gabriel Donatien Athanase Grassette Agreste è un personaggio immaginario creato da Thomas Astruc, protagonista maschile della serie animata Miraculous - Le storie di Ladybug e Chat Noir. Adrien è un adolescente franco-britannico che lavora come modello per suo padre Gabriel, un famoso stilista, con cui ha un rapporto difficile.
Dopo aver aiutato Mastro Fu, custode degli oggetti magici chiamati Miraculous, Adrien riceve l'anello del Miraculous del Gatto Nero e si trasforma in Chat Noir, affiancando Ladybug (Marinette Dupain-Cheng). Insieme, combattono il villain Papillon, il padre di Adrien, e cercano di recuperare il Miraculous della Farfalla. Adrien è accompagnato dal Kwami Plagg, una creatura simile a un gatto nero, e possiede il potere del Cataclisma, una forma di distruzione.
Il personaggio appare in vari media collegati a Miraculous, inclusi serie, film, fumetti, e videogiochi. La sua caratterizzazione mira ad essere un modello universale e ad ispirare gli altri, con elementi del personaggio ispirati a Catwoman.  Nella quinta stagione, inizia una relazione con Marinette Dupain-Cheng.
Adrien è doppiato da Benjamin Bollen nella versione francese e da Flavio Aquilone nella versione italiana.

## Biografia del personaggio
Adrien Agreste è un adolescente che vive a Parigi con suo padre, il ricco stilista internazionale e imprenditore Gabriel Agreste, l'assistente Nathalie Sancœur e la guardia  del corpo, Placide. Sebbene sia un giovane modello, Adrien soffre per la mancanza della madre, scomparsa di recente. La sua vita cambia quando viene scelto come Chat Noir, un supereroe dotato di poteri speciali per proteggere Parigi. Dalla quinta stagione si fidanza con Marinette Dupain-Cheng

## Caratterizzazione

### Aspetto fisico
Adrien ha capelli biondi e occhi verdi. Come Chat Noir, indossa un costume nero con dettagli verdi, inclusi orecchie da gatto e una coda.

### Carattere
Adrien è descritto come un ragazzo gentile, leale e rispettato dai suoi coetanei. Come Chat Noir, il personaggio mostra un lato più audace e spavaldo, caratterizzato da un senso dell'umorismo e da una maggiore spavalderia.

### Poteri
Come Chat Noir, Adrien possiede diversi poteri speciali tra cui:
- Superforza: capacità di sollevare oggetti pesanti e affrontare nemici potenti;
- Agilità sovrumana: abilità nel saltare e muoversi con grande agilità;
- Scatenamento: può utilizzare un'arma speciale, il bastone di Chat Noir, che può scatenare attacchi potenti;
- Cataclisma: gli consente di usare il suo potere per distruggere qualsiasi cosa tocchi.
- Miraculous Chat Noir: cancella dalla memoria delle persone gli eventi del pericolo affrontato, come se non fosse mai esistito.

## Creazione e sviluppo
Il personaggio di Chat Noir è stato sviluppato in seguito a quello di Ladybug. I creatori della serie avevano bisogno di un partner per la protagonista ma opposto come carattere. Mentre Ladybug è ispirata alla coccinella, animale che porta fortuna, Chat Noir viene rappresentato dal gatto nero, animale che in diverse culture è simbolo di cattivo presagio.

## Altre apparizioni
Adrien Agreste appare in vari media legati a Miraculous. Oltre alla serie principale, è presente in episodi speciali come quello natalizio, in episodi speciali ambientati a New York, Shanghai, Parigi e Londra. È presente anche in webisodes come Miraculous Secrets e Tales from Paris.